# Frépillon
Frépillon est une commune française située dans le département du Val-d'Oise en région Île-de-France.

## Géographie

### Description
Frépillon est située à 30 km au nord-nord-ouest de Paris et à 15 km à l'est de Cergy-Pontoise, en limite de la forêt de Montmorency.
Ses habitants sont appelés les Frépillonnais(es).

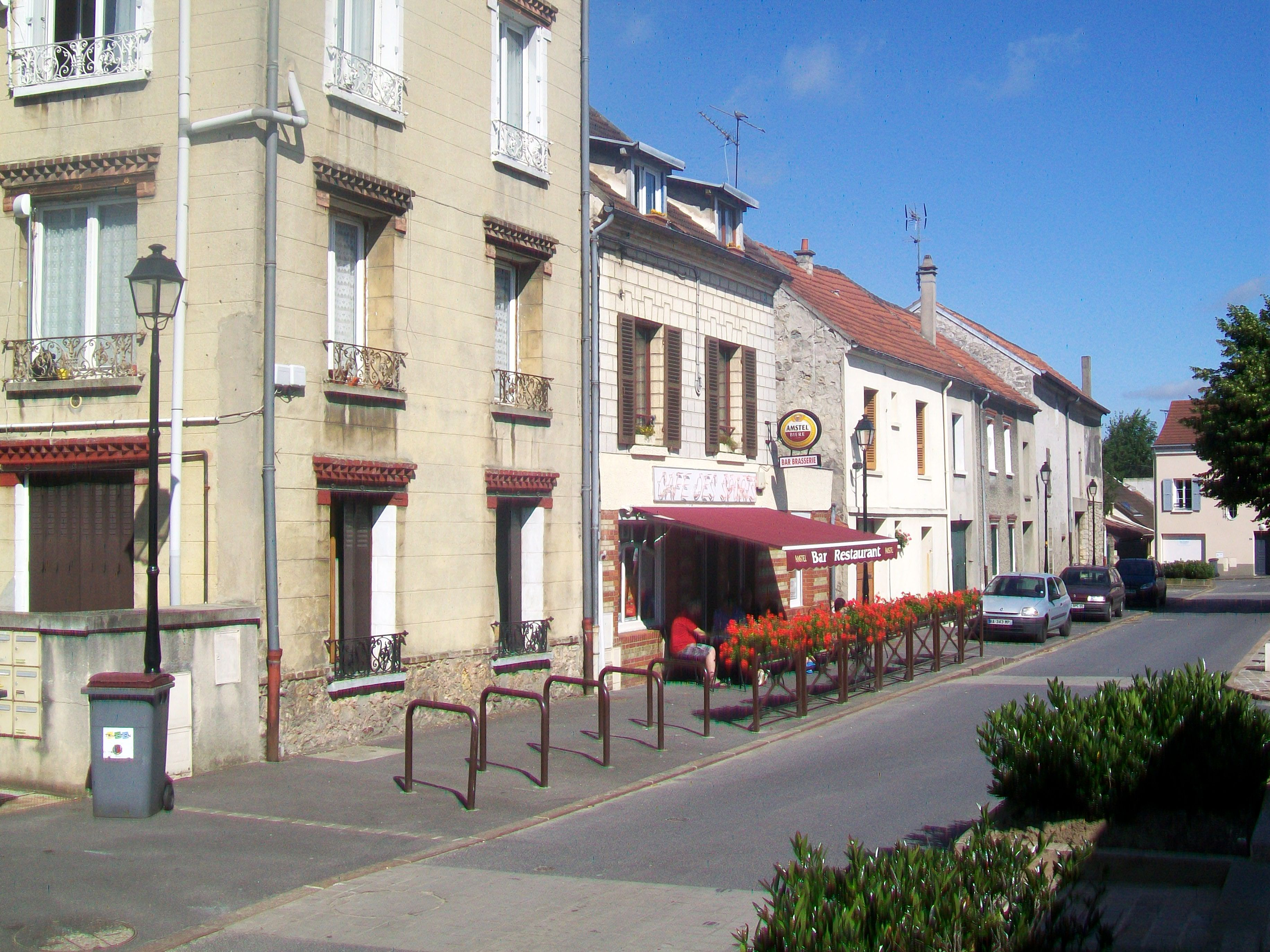
Paysage urbain : la rue de Méry.

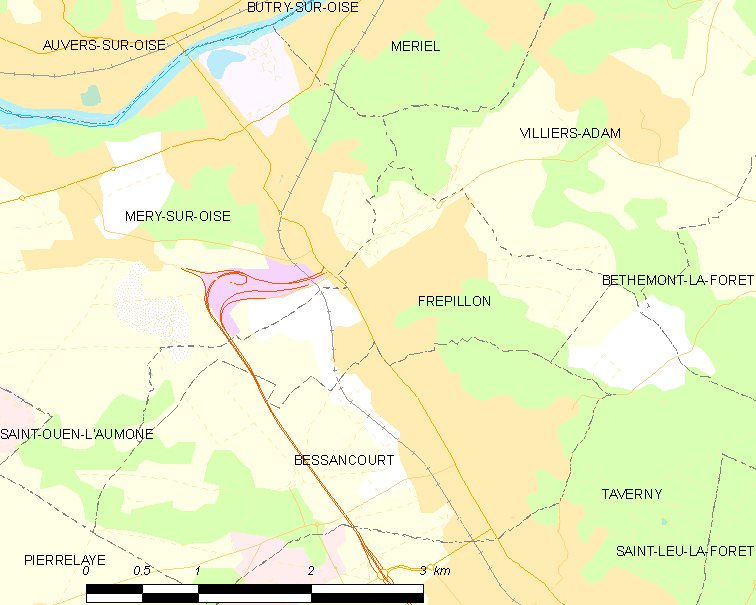
Carte de la commune.
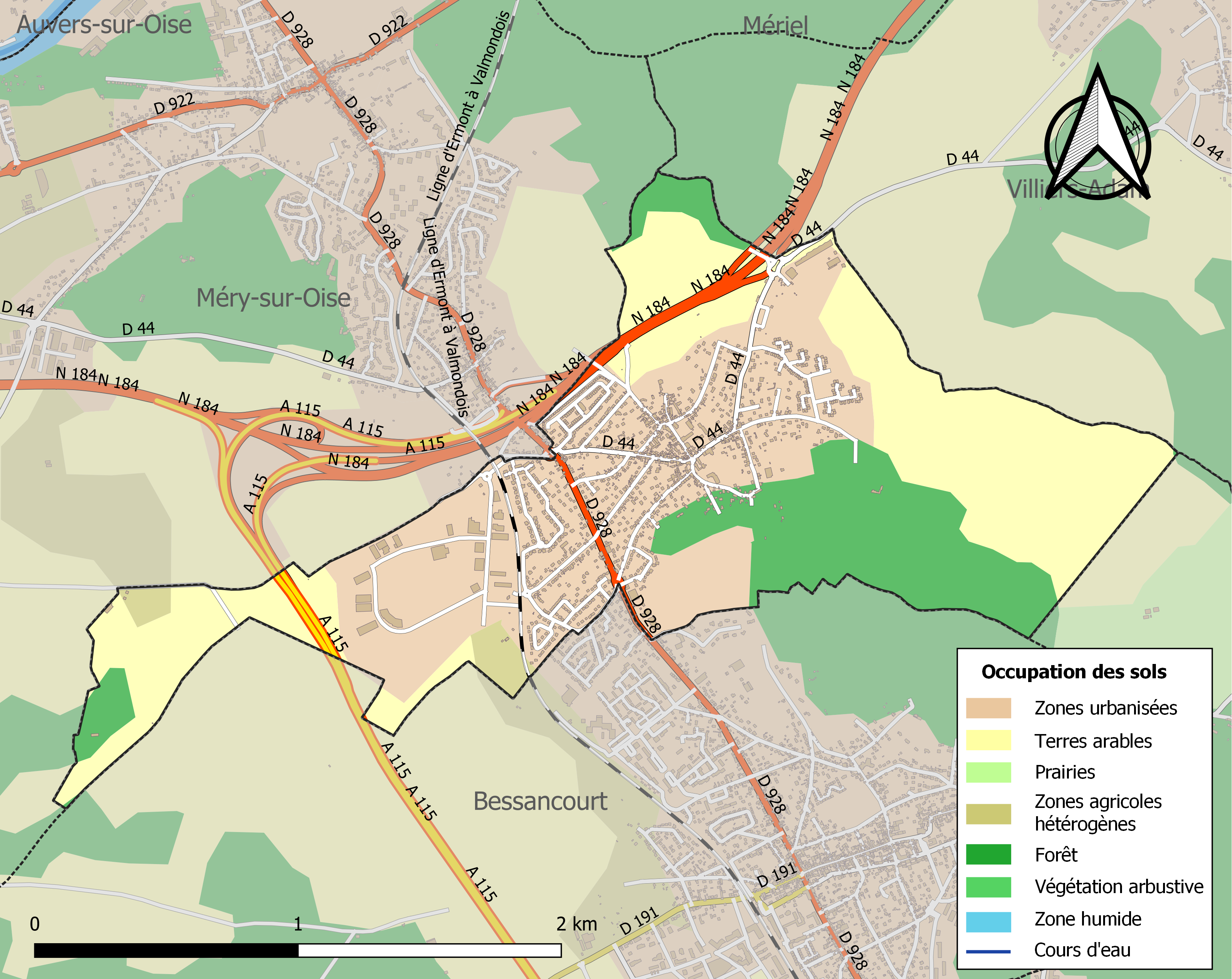
Occupation des sols.

### Communes limitrophes
|               |             | Villiers-Adam |
| Méry-sur-Oise | Frépillon   | Taverny       |
|               | Bessancourt |               |

### Hydrographie
Le nord du territoire communal est limité par le ru du Montubois, qui actionnait autrefois deux moulins : celui de Socourt attesté en 1340 et celui du Gaillonnet.
Le ru du Montubois se jette dans l'Oise à Méry-sur-Oise et est donc un sous-affluent de la Seine.

### Climat
Pour des articles plus généraux, voir Climat de l'Île-de-France et Climat du Val-d'Oise.
En 2010, le climat de la commune est de type climat océanique dégradé des plaines du Centre et du Nord, selon une étude du CNRS s'appuyant sur une série de données couvrant la période 1971-2000. En 2020, Météo-France publie une typologie des climats de la France métropolitaine dans laquelle la commune est dans une zone de transition entre le climat océanique et le climat océanique altéré et est dans la région climatique Sud-ouest du bassin Parisien, caractérisée par une faible pluviométrie, notamment au printemps (120 à 150 mm) et un hiver froid (3,5 °C).
Pour la période 1971-2000, la température annuelle moyenne est de 11 °C, avec une amplitude thermique annuelle de 14,8 °C. Le cumul annuel moyen de précipitations est de 683 mm, avec 9,8 jours de précipitations en janvier et 8 jours en juillet. Pour la période 1991-2020, la température moyenne annuelle observée sur la station météorologique la plus proche, située sur la commune de Pontoise à 8 km à vol d'oiseau, est de 12,5 °C et le cumul annuel moyen de précipitations est de 666,7 mm,. Pour l'avenir, les paramètres climatiques de la commune estimés pour 2050 selon différents scénarios d'émission de gaz à effet de serre sont consultables sur un site dédié publié par Météo-France en novembre 2022.

## Urbanisme

### Typologie
Au 1er janvier 2024, Frépillon est catégorisée grand centre urbain, selon la nouvelle grille communale de densité à sept niveaux définie par l'Insee en 2022.
Elle appartient à l'unité urbaine de Paris, une agglomération inter-départementale regroupant 407  communes, dont elle est une commune de la banlieue,,. Par ailleurs la commune fait partie de l'aire d'attraction de Paris, dont elle est une commune du pôle principal,. Cette aire regroupe 1 929 communes,.

### Voies de communication et transports

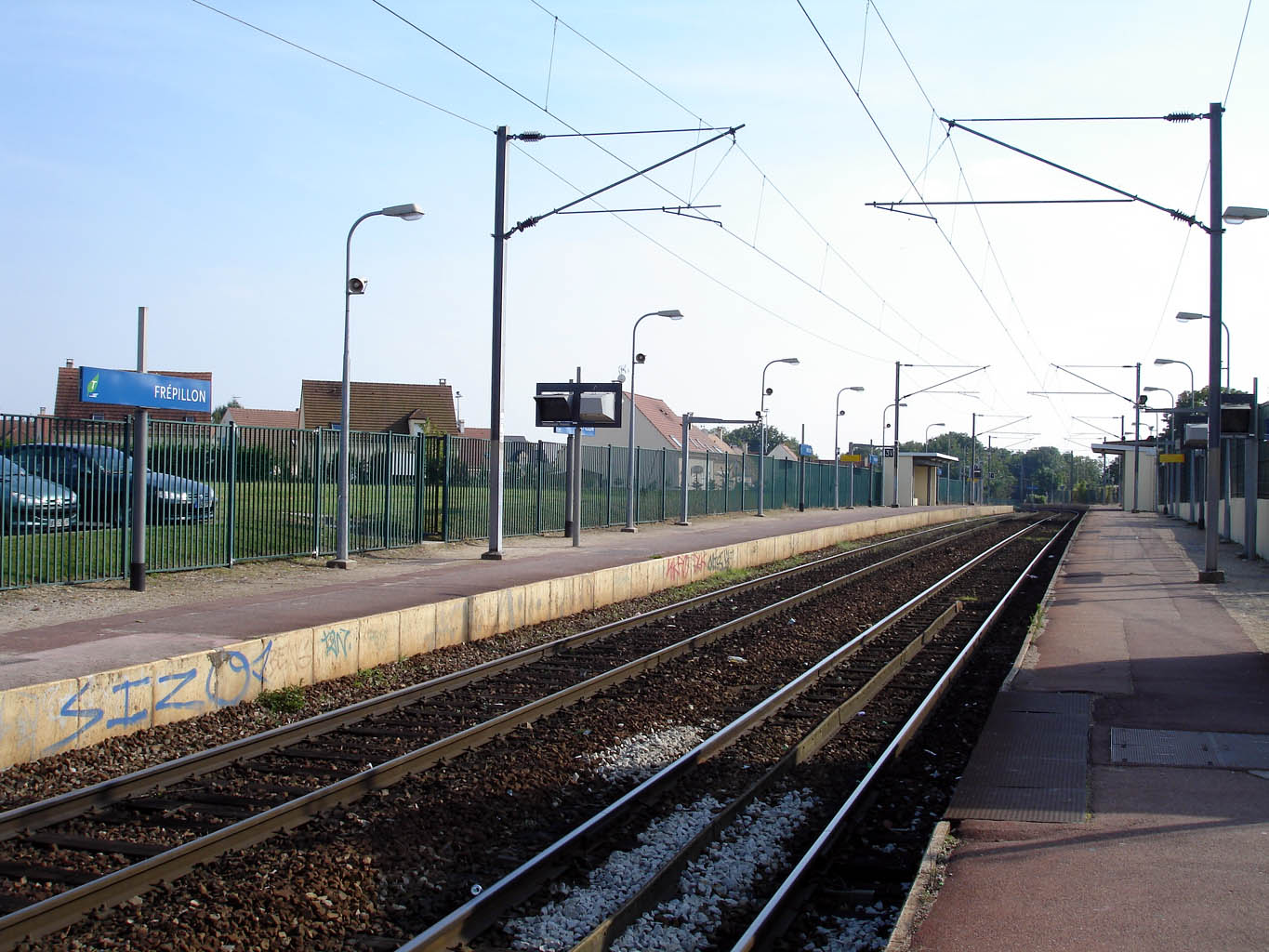
La gare de Frépillon en 2007.

#### Routier
Elle est traversée par l'autoroute A115 et est desservie par l'ancienne route nationale 328 (actuelle RD 928).

#### Transports en Commun
La ville est desservie par la gare de Frépillon, une halte où circulent les trains du réseau Transilien Paris-Nord (ligne H).
Les lignes de bus suivantes desservent Frépillon :
- ligne 95-03-A : Gare de Cergy-Préfecture – RER Gare de Montigny/Beauchamp
- ligne 95-03-B : Gare de Cergy-Préfecture – Mairie de Margency
- ligne 30-04 : Mairie de Chauvry - Taverny (Place de Verdun)
- ligne 95-18 : Gare de Cergy-Préfecture - Roissy pôle Aéroport Charles de Gaulle

## Toponymie
Le village était connu dès l'époque gallo-romaine sous le nom de Frepillonum ou Frépillum, B. de Frepillione en 1276, Frepelio, devenu plus tard Frépillon.
L'origine du nom de la commune est inconnue.

## Histoire
Des silex de pierre taillée au Paléolithique et des haches polies du Néolithique ont été retrouvés sur le territoire, indiquant une fréquentation humaine ancienne. Au lieu-dit Les Flaches-ouest, au sud de la rue Jean-Mermoz, cinq fosses ont livré des fragments d'os brûlés (faune), une lame quelques éclats de silex et une fusaïole, qui ont pu être datés du Hallstatt Moyen..
Un habitat gallo-romain de part et d'autre du ru du Montubois a été identifié au lieudit Le Bois-du-Cul-des-Angles, à la limite de Bessancourt. Il est daté du Haut-Empire à l'Antiquité tardive.
Les premiers seigneurs du villages sont mentionnés en 987[réf. nécessaire].
La paroisse de Frépillon, dont le curé était nommé par l'évêque de Paris, est créée par démembrement de celle de Méry entre les XIIIe et XVe siècles.
En 1239, le fief est acquis par les religieuses de l'abbaye de Maubuisson, à l'initiative de la reine Blanche de Castille. Les moines de l'abbaye Notre-Dame du Val avaient à Frépillon un bois et en 1248, ils achètent une vigne à Malmont.

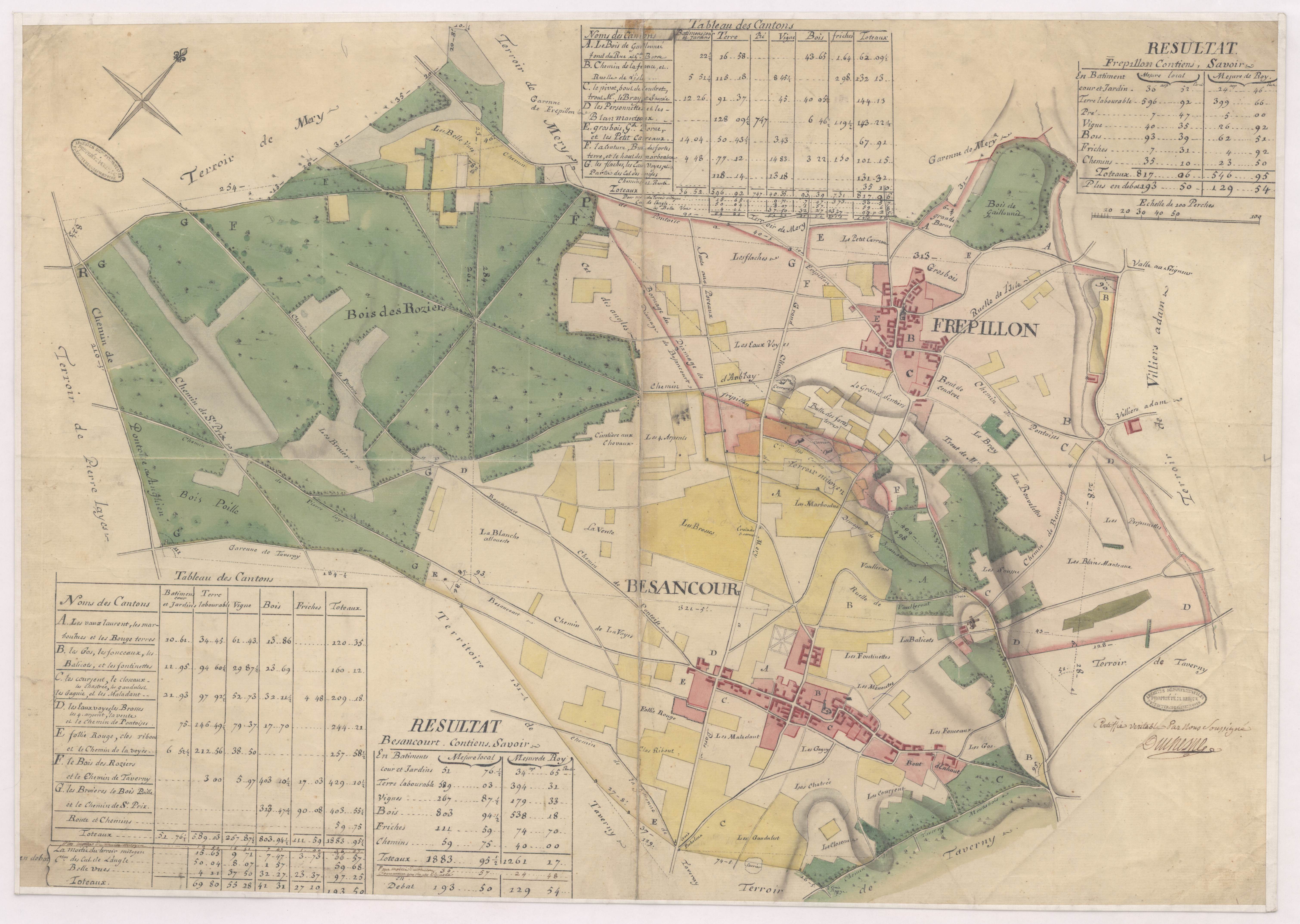
Plan d'intendance de Bessancourt et Frépillon, 1783. Arpenteur : Denis Duchesne. Cadastre de Bertier de Sauvigny. Archives départementales du Val-d'Oise.

Autour de 1600, la grande majorité des villageois de Frépillon sont paysans, et la plupart des cultivateurs sont vignerons. On retrouve aussi des plâtriers, ainsi que des carriers. Des plâtrières étaient exploitées aux Fortes-Terres. À cette époque, on recense un fondeur de cloches et son assistant, qui prospèrent. Pourtant la profession disparait de Frépillon après eux.
Avant la Révolution française, la forêt ne couvre que 10 % du territoire communal, contre 20 % au XXIe siècle.
Au XVIIIe siècle, le village a une activité agricole comprenant des vignes et des bocages couvrant le coteau qui s'incline vers la vallée de l'Oise.
Le manoir de l'abbaye de Maubuisson comprenait en 1764 un corps de logis avec granges, écuries et bergeries, jardin et verger.
À la suite de la mauvaise gestion de la dernière abbesse de Maubuisson, ses biens sont mis sous séquestre en 1787 et sont rachetés par la famille Riesener[réf. nécessaire]
Au XIXe siècle, la vigne de la Vallée de Montmorency décline. Frépillon stoppe ses vendanges dès les années 1850, bien avant les autres villages de la vallée (1939 pour Taverny).
L'instituteur du village, écrit en 1899, dans sa monographie de Frépillon « La culture maraîchère domine, en particulier celle de l’asperge de Taverny, les pois, haricots, oignons et poireaux. Des céréales pour la consommation. Les arbres fruitiers sont nombreux, en particulier le cerisier dit de Montmorency, griotte ou courte-queue et le prunier. Beaucoup de noyers. Un marché aux fruits se tient chaque année sur la place de la Mairie. » Une expérience de coopérative de producteurs et de consommateurs considérée comme « très intéressante » est lancée en 1931.
Le développement du village est favorisé par la mise en service en 1876 de la gare de Frépillon sur la ligne de chemin de fer Valmondois XIXe siècle, qui a favorisé le déplacement des habitants et le transport des marchandises, puis la transformation de Frépillon en petite commune résidentielle.
Lors du raid de dirigeables contre Paris et sa banlieue le 21 mars 1915, un Zeppelin survole Frépillon, sans lancer de bombes.

## Politique et administration

### Rattachements administratifs et électoraux

#### Rattachements administratifs
Antérieurement à la loi du 10 juillet 1964, la commune faisait partie du département de Seine-et-Oise. La réorganisation de la région parisienne en 1964 fit que la commune appartient désormais au département du Val-d'Oise et à son arrondissement de Pontoise après un transfert administratif effectif au 1er janvier 1968.
Elle faisait partie de 1801 à 1931 du canton de Montmorency, puis, cette année-là, le canton de Taverny de Seine-et-Oise puis du Val-d'Oise. Dans le cadre du redécoupage cantonal de 2014 en France, cette circonscription administrative territoriale a disparu, et le canton n'est plus qu'une circonscription électorale.
Frépillon fait partie du ressort du tribunal d'instance de Montmorency, et de celui du  tribunal judiciaire ainsi que de celui du  tribunal de commerce de Pontoise,.

#### Rattachements électoraux
Pour les élections départementales, la commune est membre depuis 2014 du canton de Saint-Ouen-l'Aumône.
Pour l'élection des députés, elle fait partie de la troisième circonscription du Val-d'Oise.

### Intercommunalité
Frépillon était membre de la communauté de communes de la Vallée de l'Oise et des impressionnistes, un établissement public de coopération intercommunale (EPCI) à fiscalité propre créé fin 2004 et auquel la commune avait transféré un certain nombre de ses compétences, dans les conditions déterminées par le code général des collectivités territoriales.
Dans le cadre de la mise en œuvre de la loi de modernisation de l'action publique territoriale et d'affirmation des métropoles (loi MAPAM) du 27 janvier 2014, qui prévoit la généralisation de l'intercommunalité à l'ensemble des communes et la création d'intercommunalités de taille importante, cette intercommunalité a été supprimée et Frépillon a intégré  le 1er janvier 2017, la communauté d'agglomération Val Parisis, dont est désormais membre la commune.

### Liste des maires
| Période                                  | Période                       | Identité                                                | Étiquette | Qualité |
| ---------------------------------------- | ----------------------------- | ------------------------------------------------------- | --------- | --- |
| Les données manquantes sont à compléter. |                               |                                                         |           | |
| 1789                                     | 1792                          | M. Meurger                                              |           | |
| 1792                                     | Juin 1803                     | M. Fiacre Haran                                         |           | |
| Juin 1803                                | 1806                          | M. Simon Baillet                                        |           | |
| 1806                                     | 1815                          | M. Nicolas Fleuret                                      |           | |
| 1815                                     | 1816                          | M. Louis Regnault                                       |           | |
| 1816                                     | 1826                          | M. Jean Fleuret                                         |           | |
| 1826                                     | 1834                          | M. Germain Tardu                                        |           | |
| 1834                                     | 1865                          | M. Pierre Chéronnet                                     |           | |
| 1865                                     | 1871                          | M. Germain Tardu                                        |           | |
| 1871                                     | 1884                          | M. Louis Jolly                                          |           | |
| 1884                                     | 1887                          | M. Édouard Viel                                         |           | |
| 1887                                     | 1892                          | M. Léon Chéronnet                                       |           | |
| 1892                                     | 1896                          | M. Germain Tardu                                        |           | |
| 1896                                     | 1912                          | M. Auguste Cheron                                       |           | |
| 1912                                     | 1919                          | M. Albert Charté                                        |           | |
| 1919                                     | 1920                          | M. Léon Jolly                                           |           | |
| 1920                                     | 1929                          | M. Adrien Haran                                         |           | |
| 1929                                     | 1930                          | M. Maurice Viel                                         |           | |
| 1930                                     | 1935                          | M. Marcel Adam                                          |           | |
| 1935                                     | 1936                          | M. Louis Hemmerle                                       |           | |
| 1936                                     | 1944                          | M. Fernand Varez                                        |           | |
| 1944                                     | 1945                          | M. Édouard Cheron                                       |           | |
| 1945                                     | 1953                          | M. Paul Leclaire                                        |           | |
| 1953                                     | 1954                          | M. Maurice Viel                                         |           | |
| 1954                                     | 1954                          | Délégation spéciale (M. Sigal, M. Desmoulins, M. Baron) |           | |
| 1954                                     | 1955                          | M. André Duguet                                         |           | |
| 1955                                     | 1979                          | M. André Viel                                           |           | |
| 1979                                     | 1988                          | M. Clovis Leclercq                                      |           | |
| 1988                                     | 1989                          | M. Christian Poulain                                    |           | |
| mars 1989                                | mai 2020                      | M. Bernard Tailly                                       | DVD       | Retraité Président de la CC Vallée de l'Oise et des Impressionnistes (2014 → 2015) 14e vice-président de la CA Val Parisis (2016 → ) Réélu en 2014, |
| mai 2020                                 | En cours (au 19 janvier 2021) | Mme. Patricia Zeiss                                     | DVD       | |

## Démographie
L'évolution du nombre d'habitants est connue à travers les recensements de la population effectués dans la commune depuis 1793. Pour les communes de moins de 10 000 habitants, une enquête de recensement portant sur toute la population est réalisée tous les cinq ans, les populations de référence des années intermédiaires étant quant à elles estimées par interpolation ou extrapolation. Pour la commune, le premier recensement exhaustif entrant dans le cadre du nouveau dispositif a été réalisé en 2005.

En 2022, la commune comptait 3 327 habitants, en évolution de −0,27 % par rapport à 2016 (Val-d'Oise : +4 %, France hors Mayotte : +2,11 %).
| 1793 | 1800 | 1806 | 1821 | 1831 | 1836 | 1841 | 1846 | 1851 |
| ---- | ---- | ---- | ---- | ---- | ---- | ---- | ---- | ---- |
| 486  | 475  | 504  | 499  | 506  | 507  | 503  | 483  | 454  |

| 1856 | 1861 | 1866 | 1872 | 1876 | 1881 | 1886 | 1891 | 1896 |
| ---- | ---- | ---- | ---- | ---- | ---- | ---- | ---- | ---- |
| 438  | 432  | 435  | 397  | 409  | 409  | 438  | 440  | 521  |

| 1901 | 1906 | 1911 | 1921 | 1926 | 1931 | 1936 | 1946 | 1954 |
| ---- | ---- | ---- | ---- | ---- | ---- | ---- | ---- | ---- |
| 542  | 541  | 599  | 585  | 665  | 788  | 763  | 715  | 857  |

| 1962  | 1968  | 1975  | 1982  | 1990  | 1999  | 2005  | 2006  | 2010  |
| ----- | ----- | ----- | ----- | ----- | ----- | ----- | ----- | ----- |
| 1 058 | 1 229 | 1 877 | 2 033 | 2 211 | 2 262 | 2 562 | 2 577 | 2 795 |

| 2015  | 2020  | 2022  | - | - | - | - | - | - |
| ----- | ----- | ----- | - | - | - | - | - | - |
| 3 310 | 3 346 | 3 327 | - | - | - | - | - | - |

## Économie
Le Parc d’activités des Épineaux est aménagé à Frépillon.

## Culture locale et patrimoine

### Lieux et monuments
Frépillon ne compte aucun monument historique classé ou inscrit sur son territoire. On peut néanmoins signaler :
- Église Saint-Nicolas, rue Marcel-Adam / Grande-Rue

Elle fut édifiée au XIIIe  ou  XIVe siècle mais lourdement remaniée au XIXe siècle.
L'édifice de facture simple et sans caractère architectural se compose d'une nef-grange de quatre travées et d'un chœur désaxé au chevet plat, de deux travées de long et deux travées de large. Le clocher se dresse à gauche de la façade occidentale et possède une cloche datant de 1787.
L’abbé Jean Lebeuf, en 1755, la décrit de la façon suivante :
« Elle est basse et petite et n'a que le chœur voûté. On y entrevoit quelques vestiges du travail du XIVe siècle aux chapiteaux de quelques piliers. La Dédicace s'y célèbre le dimanche après la Saint Barnabé. À la Chapelle du fond de l'aile gauche, c'est-à-dire du côté septentrional, est élevée au-dessus de l'autel une vieille châsse qu'on dit contenir des ossements des compagnes de Sainte Ursule, donnés par l'Abbesse de Maubuisson, qui est Dame du lieu. Ces reliques avaient été tirées de la châsse qui est à Maubuisson du côté septentrional de l'autel par l'Abbé de la Charité-lez-Lesignes. Elles consistent en une partie de crâne, une jointure d'os du bras, et un os de la jambe. L'Archevêque consentit qu'on les honorât à Frépillon par acte du 8 Mai 1647 »
- Ruelle des Propriétaires

Cette étroite ruelle pavée (remontant vraisemblablement au XVe siècle) est une impasse privée (cadastre.gouv.fr) depuis la rue République, constituée d'un passage aboutissant sur une cour. C'est l'un des éléments les plus anciens du village. Une maison porche, dont le premier étage est soutenu par des poutres de chêne, avec des chasse-roues, clôture cette voie privée.
- Fontaine, sur le carrefour devant la mairie

Elle consiste en un bassin octogonal en pierre de 1875, au milieu duquel se dresse un reverbère en fonte, avec une figurine incorporée dans le mât. Elle remplace un chérubin en bronze qui avait été volé.
- Batteuse à grains, sous un appentis à côté de la salle des fêtes, parc de la Mairie

Aujourd'hui restaurée et protégé des intempéries, elle rappelle la première période de la mécanisation dans le domaine agricole, au milieu du XIXe siècle.
- Croix de procession, rue de la Vieille-Fontaine : Croix en fer forgé très simple planté dans un socle monolithe[32].
- Ancienne fontaine, chemin rural no 3 et 4, près de la rue de la Vieille-Fontaine.

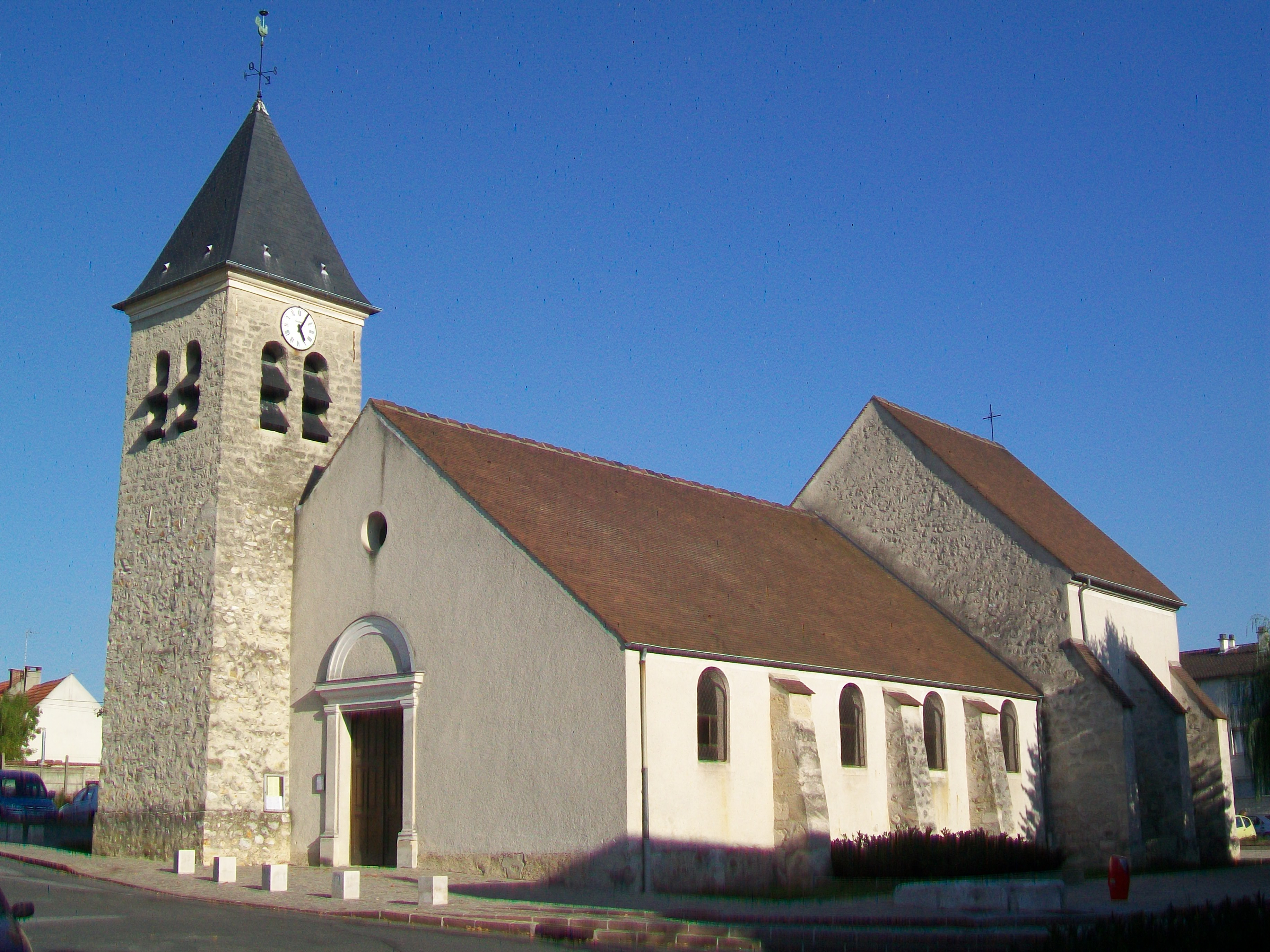
Église Saint-Nicolas.
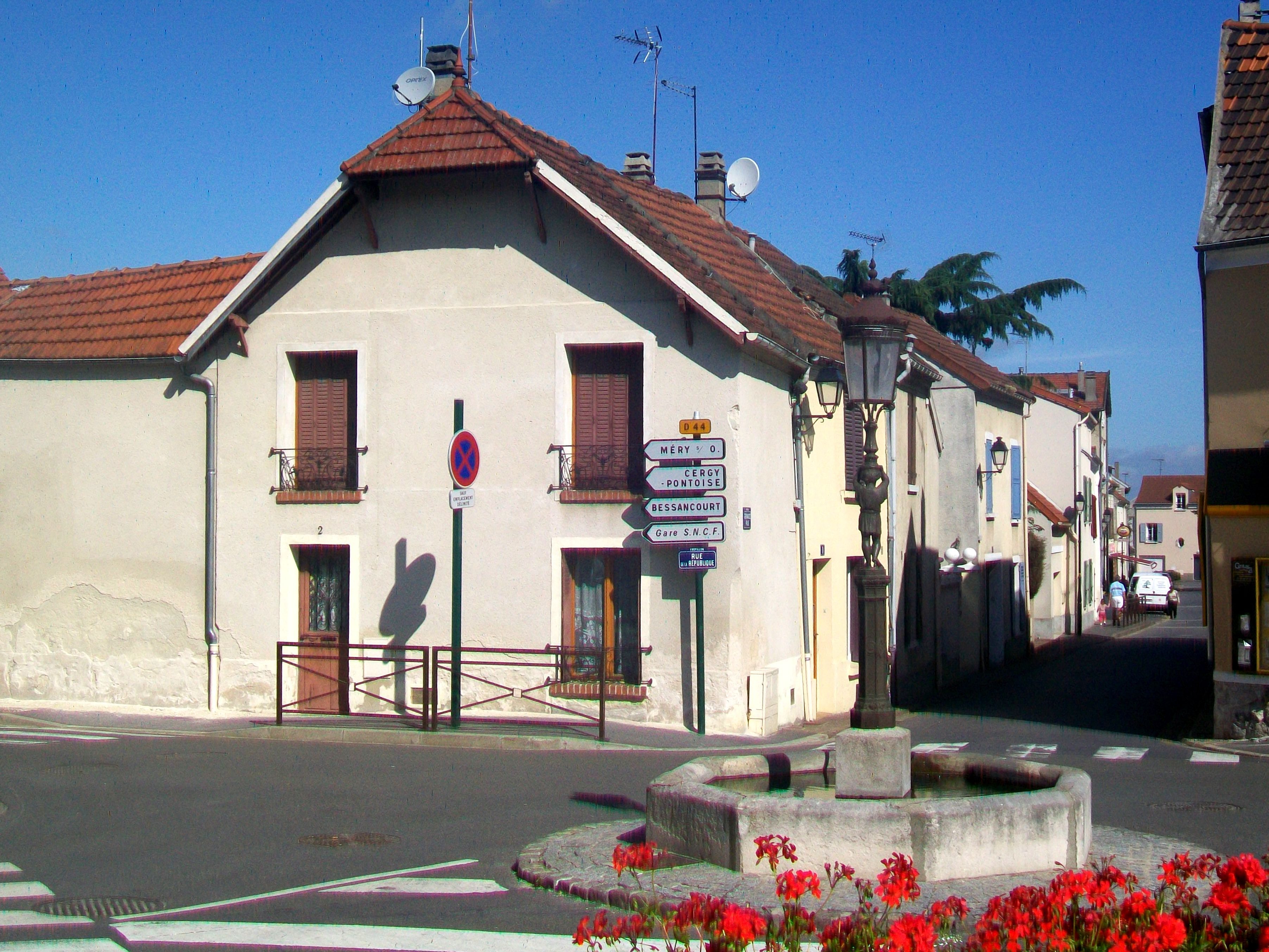
Fontaine devant la mairie.
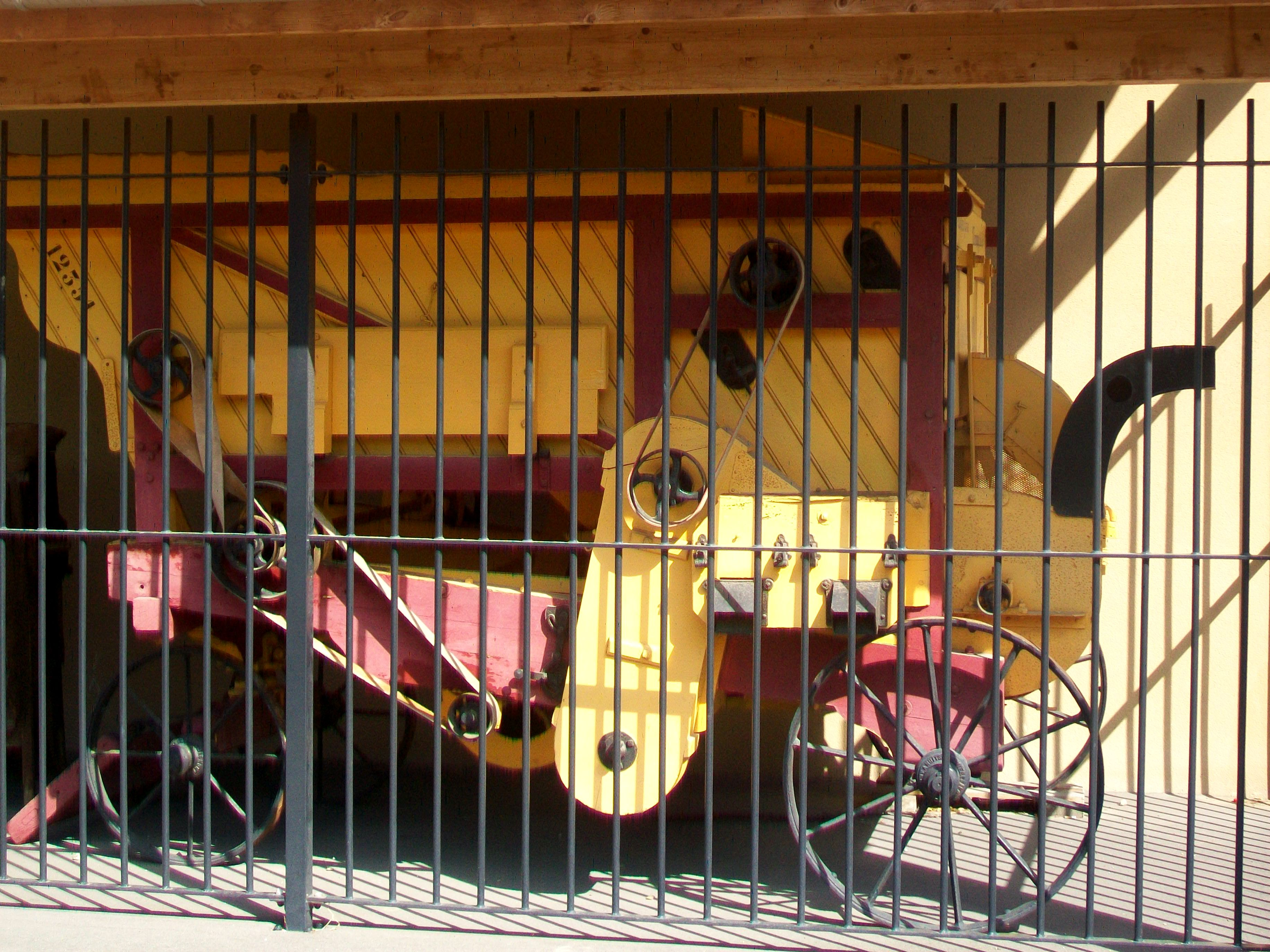
Batteuse à grains.
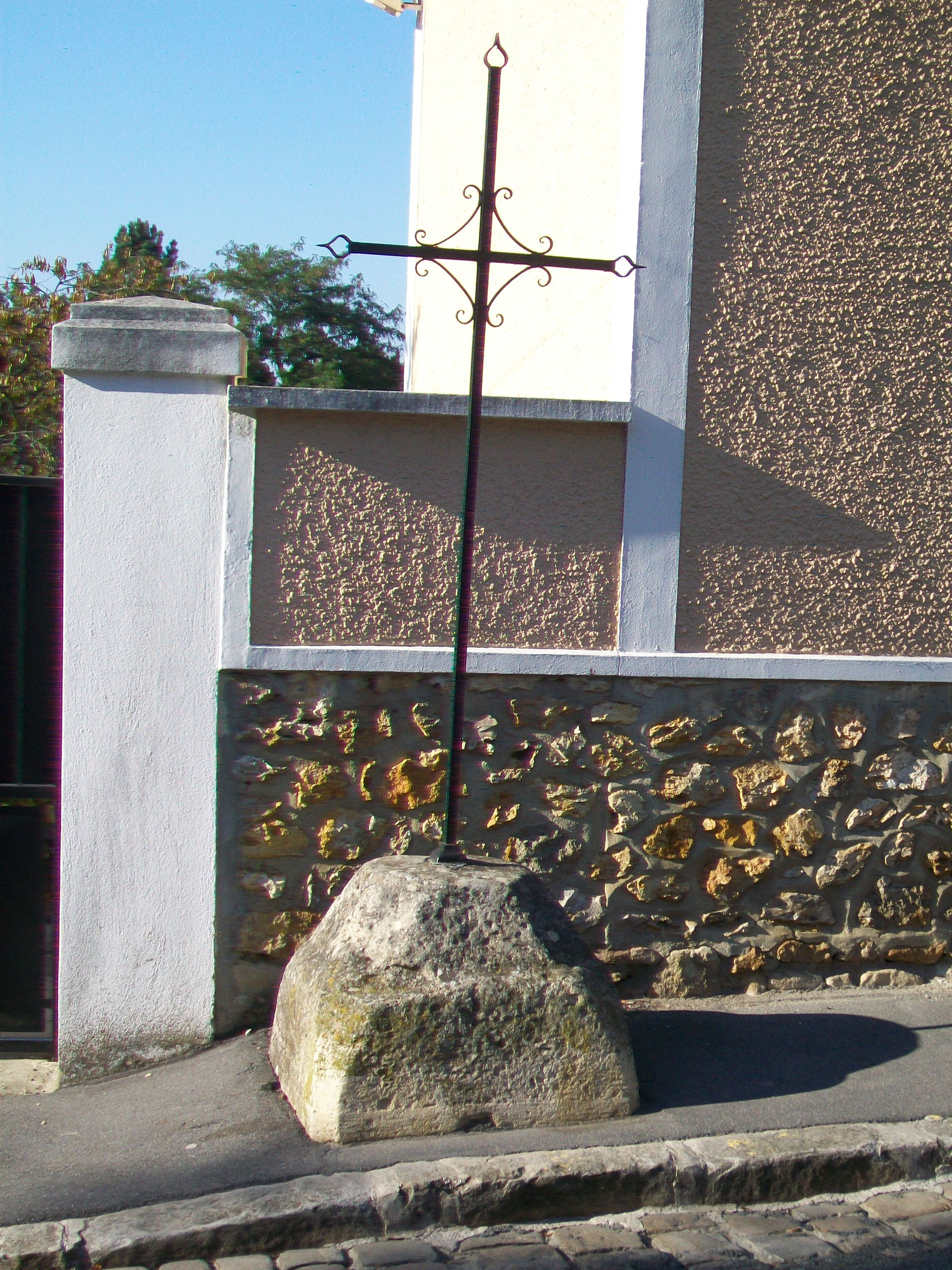
Croix de procession.
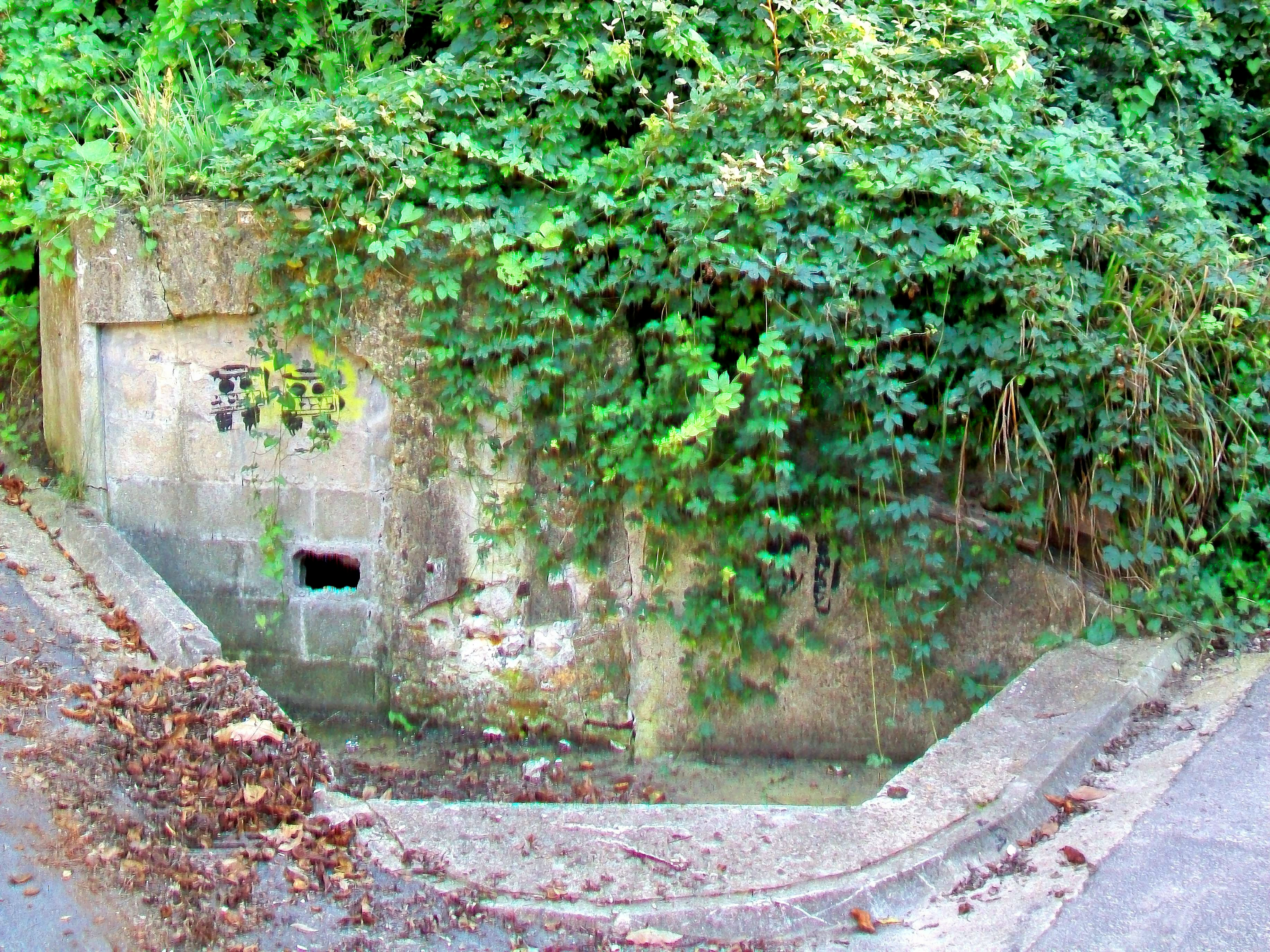
Ancienne fontaine.

### Personnalités liées à la commune
- Plusieurs chevaliers ou écuyers portèrent au Moyen Âge le nom « de Frépillon », sans doute vassaux des Montmorency[3].
- Henri-François Riesener (1767-1828), peintre, fils de l'ébéniste Jean-Henri Riesener. Il acquiert une maison de campagne à Frépillon. Un de ses tableaux, représentant saint Nicolas, est exposé dans l'église du bourg.
- Léon Riesener (1808-1878), fils du précédent, également peintre, a hérité de la maison de son père ; son cousin Eugène Delacroix séjourna chez lui.
- Georges Paulmier (1882-1965), coureur cycliste.

### Héraldique
| Blason de Frépillon | Blason  | Parti : au premier d'azur semé de fleurs de lys d'or, au second coupé : au I d'or à la croix de gueules cantonnée de quatre alérions d'azur, au II de gueules au château donjonné de trois tourelles d'or et maçonné de sable. |
| Blason de Frépillon | Détails | Composition des armes de France, de Montmorency et de Castille, avec la préseance justement donnée aux armes de France. Les armes de Castille sont justifiées par la fondation de l'abbaye royale de Maubuisson, dont dépendit le lieu jusqu'à la révolution, par Blanche de Castille. Les armes de Montmorency sont justifiées par la tenue ancestrale du lieu par la famille du nom. Le statut officiel du blason reste à déterminer. |